# Smržov (okres Hradec Králové)
Obec Smržov (německy Smrschow) se nachází v okrese Hradec Králové, kraj Královéhradecký. Žije zde 540 obyvatel. V obci se nachází přírodní koupaliště (Nádrž Smržov) se skluzavkou a sportovním areálem. K obci patří také část obce Hubíles s přibližně 150 obyvateli.

## Části obce
- Smržov
- Hubíles

## Historie
První písemná zmínka o obci pochází z roku 1500.